# Petruskirche (Kafarnaum)

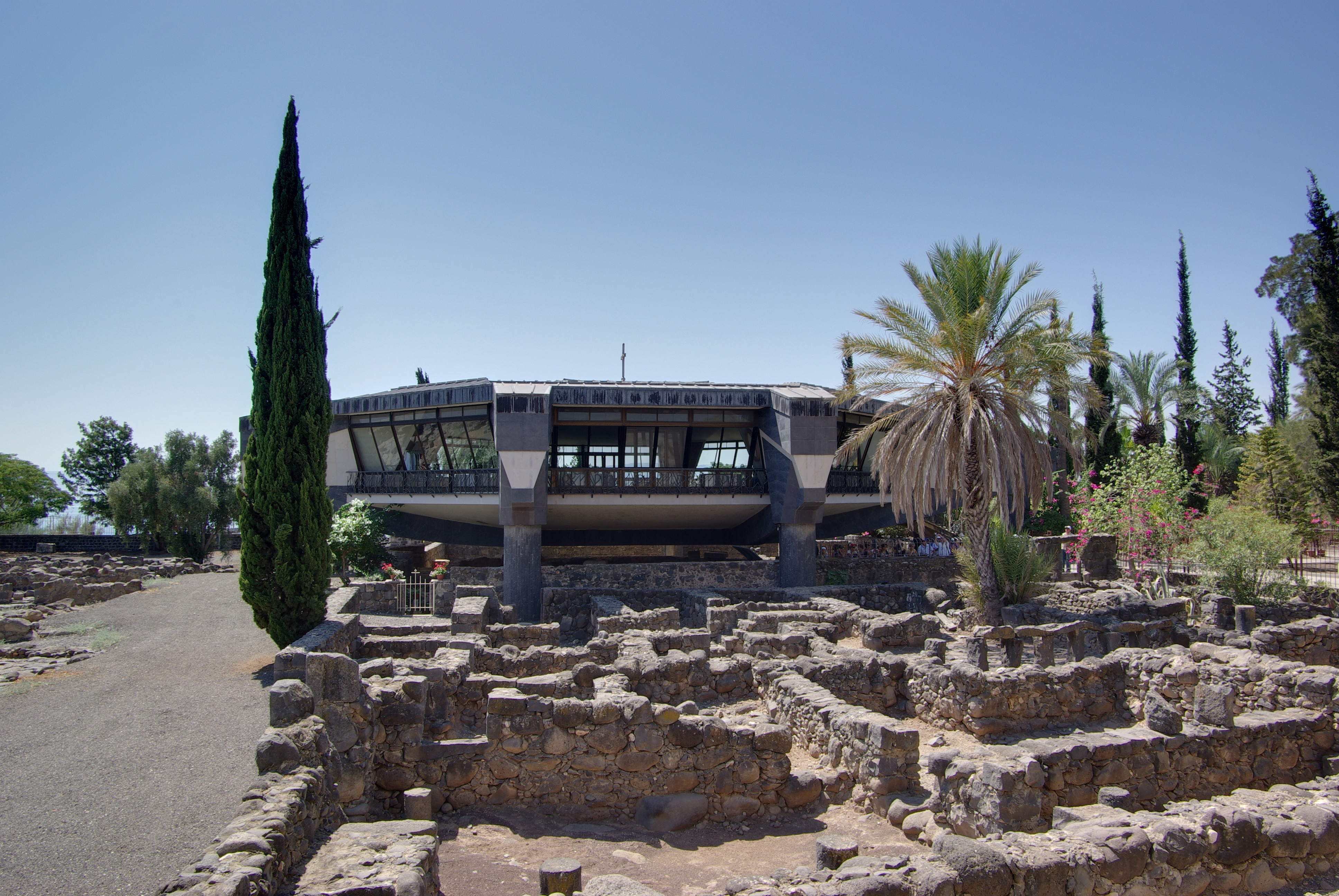
Die Petruskirche im Grabungsfeld von Kafarnaum

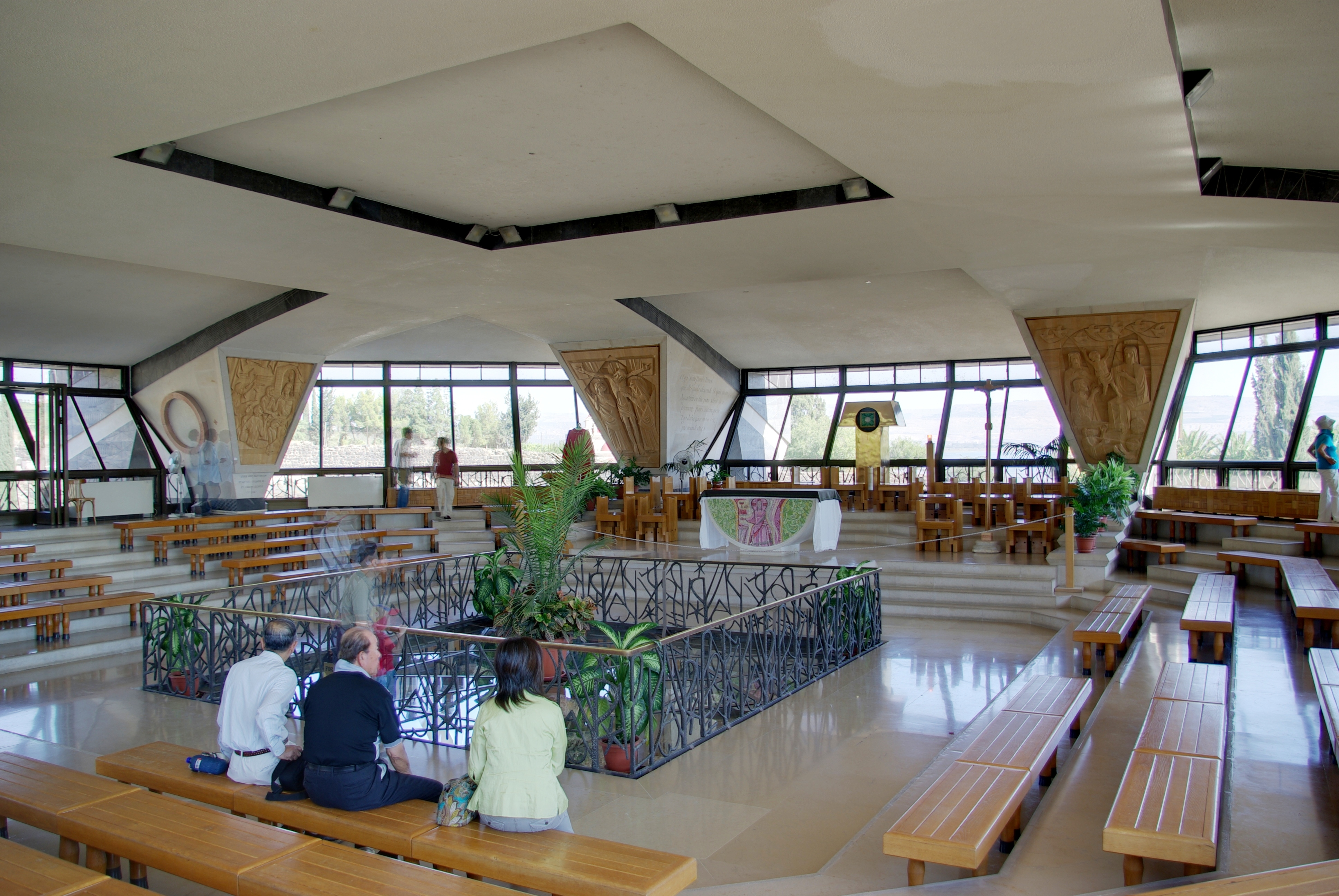
Blick zum Altar und Tabernakel; davor das umgitterte Fenster zu den Ausgrabungen, dahinter das Panorama des Sees Genezareth

Die Petruskirche ist eine moderne römisch-katholische Wallfahrtskirche in Galiläa, Israel. Sie steht auf Strebestützen über der als Haus des Petrus bekannten Ausgrabungsstätte in Kafarnaum am Nordufer des Sees Genezareth. Das Kirchengebäude wurde in den 1980er Jahren nach Plänen des italienischen Architekten Ildo Avetta errichtet und untersteht mit dem Grabungsgelände der franziskanischen Kustodie des Heiligen Landes.

## Architektur
Die Petruskirche ist als Schutz für die darunterliegenden antiken Gebäudereste, als Plattform zu deren Besichtigung und als Ort der Andacht sowie des Gottesdienstes konzipiert. Wie die in der Mitte unter dem gläsernen Boden sichtbaren Grundmauern der byzantinischen Kirche des 5. Jahrhunderts ist sie als oktogonaler Zentralbau gestaltet. Zugleich wurde sie in der Höhe begrenzt, um die Ruinen des biblischen Ortes nicht optisch zu beherrschen. Auf diese gibt sie auch seitlich durch wandfüllende Fensterflächen den Blick frei.

## Ausstattung
Die sparsame Innengestaltung dient dem Zweck, die Bedeutung des Ortes hervorzuheben, dessen literarisch und archäologisch bezeugte Verehrung in die christliche Frühzeit zurückreicht. Außer der liturgischen Grundausstattung beschränkt sie sich auf acht Holzreliefs an den Gebäudestützen mit Szenen aus dem Evangelium.